# Корміловський район
Корміловський район (рос. Кормиловский район) — муніципальне утворення у Омській області.

## Адміністративний устрій
- Корміловське міське поселення
- Алексіївське сільське поселення
- Борчанське сільське поселення
- Георгієвське сільське поселення(інші мови)
- Михайловське сільське поселення(інші мови)
- Некрасовське сільське поселення
- Новосельске сільське поселення
- Победітельське сільське поселення
- Сиропятське сільське поселення
- Черніговське сільське поселення
- Юр'євське сільське поселення